# Tiberio Titi

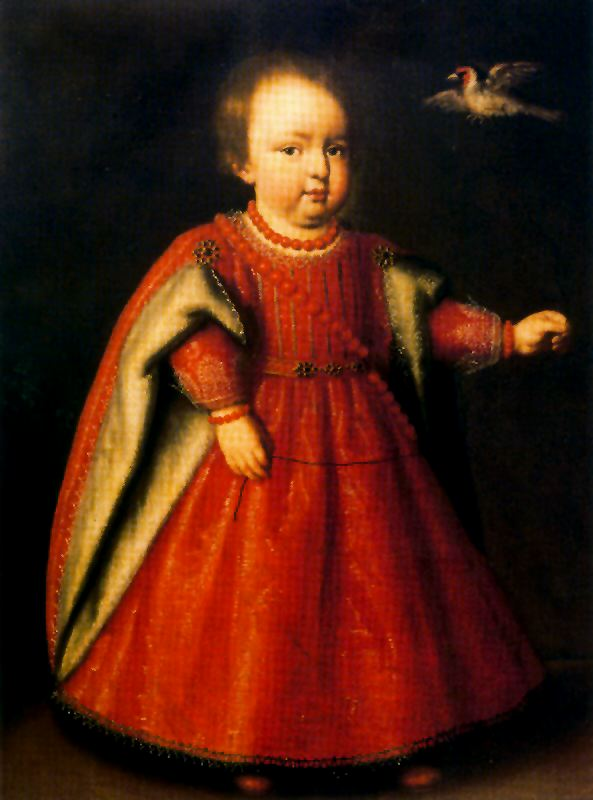
Retrato de un príncipe Barberini, por Tiberio Titi

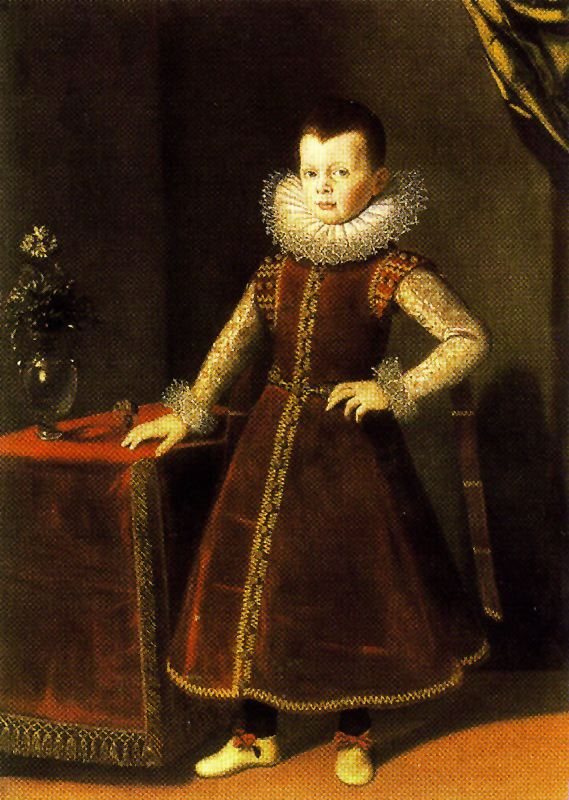
Retrato de Francisco Fernando de Médici, por Tiberio Titi

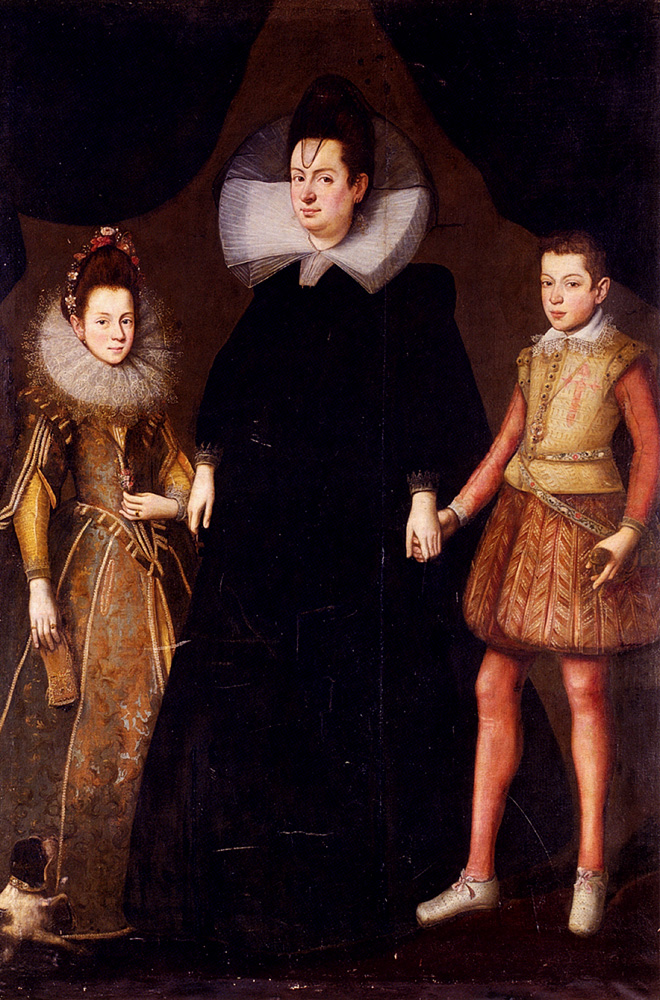
Retrato de dama con sus dos hijos, por Tiberio Titi

Valerio di Santi di Tito, Tiberio di Tito o más comúnmente Tiberio Titi (Florencia, 1578-Florencia, 1627), fue un pintor italiano, hijo del también pintor Santi di Tito.

## Biografía
Según la "Notizie de’ Professori del Disegno da Cimabue in qua" de Filippo Baldinucci, comenzó a trabajar en el taller de su padre. A su muerte, parece que terminó algunas obras de éste que habían quedado inconclusas, como la Comunión de los Apóstoles. Sin embargo, no tenemos demasiadas pruebas de su trabajo durante la vida de su padre. Gualterotti le menciona llamándole Valerio di Santi di Tito como autor de unas pinturas con la Vida de Goffredo di Buglione (Godofredo de Bouillón) con ocasión de la llegada de Cristina de Lorena a Florencia (1589). También realizó una Entrada de Felipe II en Bruselas a la muerte del monarca para el funeral que se celebró en la florentina iglesia de San Lorenzo (1598). Lo más probable es que tanto Tiberio como su hermano Orazio trabajaran exclusivamente en el taller de su padre hasta la muerte de éste (1603).
Uno de sus primeros encargos como artista independiente fue el Nacimiento del Bautista para la iglesia de San Giovannino dei Cavalieri (enero de 1604). Aunque realizó alguna obra más de carácter religioso, como la Adoración de los Pastores de Montepulciano, o alegórico, como la Construcción del monumento funerario de Michelangelo para la casa Buonarroti (1620), es conocido principalmente como especialista en el retrato.
Tiberio fue un consumado especialista en el retrato, aunque su estilo es algo hierático y formal. Los Grandes Duques de Toscana hicieron de él su retratista oficial. Sin embargo, su producción ha de recatalogarse a la vista de recientes aportaciones documentales, pues muchas obras tradicionalmente atribuidas a su mano ahora sabemos que fueron pintadas por otros artistas, tales como Francesco di Buonavita Bianchi, Domenico Casini o Valore Casini, e incluso su padre Santi di Tito.

## Obras destacadas
- Comunión de los Apóstoles (1603, San Marco, Florencia)
- Historia de San Mercurial (1603, San Mercuriale, Forli)
- Nacimiento del Bautista (1604, San Giovannino dei Cavalieri, Florencia)
- Retrato de Fernando I, gran duque de Toscana (Palazzo Reale, Pisa)
- Adoración de los Pastores (Montepulciano)
- Perros de la familia Médici con enano de la corte
- Retrato de los niños Orsini, hijos de Virginio, duque de Bracciano (1597, Palazzo Venezia, Roma)
- Retrato de Francisco Fernando de Médici (1597, Uffizi, Florencia)
- Retrato de Leonor de Médici (1597)
- Retrato de Carlos de Médici (1598)
- Retrato de un príncipe Barberini (1600)
- Retrato de una dama con sus dos hijos (1600)
- Retrato de María Magdalena de Austria, gran duquesa de Toscana (Museo del Tesoro de Santa Maria dell'Impruneta, Florencia)
- Autorretrato (Uffizi, Corredor Vasariano, Florencia)
- Retrato de Catalina de Médici, duquesa de Mantua (Museo Storico della Caccia e del Territorio, Villa Medicea, Carreto Guidi)
- Retrato de Ana de Médici (Uffizi, Florencia)
- Retrato de Fernando II, gran duque de Toscana niño (Palazzo Pitti, Florencia)
- Retrato de Matías de Médici (Palazzo Pitti, Florencia)
- Retrato de Claudia de Médici (Palazzo Pitti, Florencia)
- Perro (villa medicea de Poggio a Caiano)
- Entrada de Margarita de Austria en Milán (Uffizi, Florencia)
- Retrato de Cristina de Lorena, gran duquesa de Toscana (Uffizi, Florencia)
- Cristina de Lorena en oración (1615, Palazzo Pitti, Florencia)
- Retrato de Leopoldo de Médici recién nacido (1617, Palazzo Pitti, Florencia)
- Construcción del monumento sepulcral de Miguel Ángel (1618-20, Casa Buonarroti, Florencia)